# La Clef des champs (mini-série)
Pour les articles homonymes, voir La Clef des champs.
La Clef des champs est une mini-série française en 6 épisodes de 94 minutes, réalisée par Charles Némès et diffusée à partir du 13 avril 1998 sur France 2.

## Synopsis
Dans la lignée du Château des oliviers, ce feuilleton met en scène l'histoire de Colombe qui, bouleversée par la mort de son père, décide de quitter Paris pour retrouver sa terre natale dans l'Aveyron. Là-bas, elle tente de sauver l'affaire de son père spécialisée dans la coutellerie, mais ignore encore que son retour va réveiller les secrets les plus terribles et les jalousies d'ennemis qu'elle ignorait...

## Distribution
- Christine Boisson : Colombe
- Catherine Rouvel : Marie Bosc
- Wladimir Yordanoff : Antoine Pujol
- Thérèse Liotard : Dominique Pujol
- Jean-Claude Dauphin : Jean-Pierre Genest
- Amandine Chauveau : Vanessa Delecourt
- Julie Gimenez : le bébé/Henri
- Mathieu Delarive : Paul Bosc
- Sophie Barjac : Sandrine Crozade
- Hubert Saint-Macary : Florian Delecourt
- Pierre-Loup Rajot : Sylvain Delpech
- Armand Meffre : Anselme Bosc
- Anouk Ferjac : Nicole Delheure
- Roger Carel : Rieux
- Dora Doll : Jeanne
- Cachou : Nadège
- Anik Danis : Sylviane Espitalier